# Liste de films français sortis en 1935
Listes de films français
- 1931
- 1932
- 1933
- 1934
- 1935
- 1936
- 1937
- 1938
- 1939

Liste non exhaustive de films français sortis en 1935 :
| Titre                                                     | Réalisateur                              | Distribution                                                               | Genre                  | Notes  |
| --------------------------------------------------------- | ---------------------------------------- | -------------------------------------------------------------------------- | ---------------------- | ------ |
| 300 à l'heure                                             | Willy Rozier                             | Dorville, Odette Talazac Mona Goya, Georges Tréville                       | Comédie                |        |
| L'Affaire Coquelet                                        | Jean Gourguet                            | Marcel Lévesque, Alice Tissot Paul Pauley                                  | Comédie                |        |
| Amants et Voleurs                                         | Raymond Bernard                          | Arletty, Michel Simon, Florelle                                            |                        |        |
| Antonia, romance hongroise                                | Jean Boyer Max Neufeld                   | Marcelle Chantal, Fernand Gravey                                           |                        |        |
| Arènes joyeuses                                           | Karl Anton                               | Alibert, Lucien Baroux, Fernand Charpin                                    | Comédie                |        |
| Aux portes de Paris                                       | Jacques de Baroncelli et Charles Barrois | Josette Day, Armand Bernard, Gaby Morlay                                   | Comédie dramatique     |        |
| Ave Maria de Schubert                                     | Max Ophüls                               | -                                                                          | cinéphonie             | 5 min  |
| Baccara                                                   | Yves Mirande                             | Marcelle Chantal, Jules Berry, Lucien Baroux                               | Comédie                |        |
| La Bandera                                                | Julien Duvivier                          | Jean Gabin, Annabella, Margo Lion                                          | Drame                  |        |
| Les Beaux Jours                                           | Marc Allégret                            | Simone Simon, Raymond Rouleau, Jean-Pierre Aumont                          | Comédie dramatique     |        |
| Le Bébé de l'escadron                                     | René Sti                                 | Michel Simon, Paulette Dubost, Pierre Larquey                              | Action                 |        |
| Bibi-la-Purée                                             | Léo Joannon                              | Georges Biscot, Josette Day Raymond Galle                                  | Comédie                |        |
| Le Billet de mille                                        | Marc Didier                              | Lucien Baroux, Léon Belières, Jean Aquistapace                             | Comédie                |        |
| Bonne chance !                                            | Sacha Guitry                             | Sacha Guitry, Pauline Carton, Jacqueline Delubac                           | Comédie                |        |
| Bourrachon                                                | René Guissart                            | Meg Lemonnier, André Luguet Marguerite Moreno                              | Comédie                |        |
| Bourrasque                                                | Pierre Billon                            | Pierre Alcover, Germaine Rouer, Jacques Grétillat                          | Drame                  |        |
| Bout de chou                                              | Henry Wulschleger                        | Bach, Pierre Brasseur, Janine Merrey                                       | Comédie                |        |
| La Carte forcée                                           | André Hugon                              | Raoul Marco, Pierre Bertin, Pierre Larquey                                 | Court métrage          | 20 min |
| La Caserne en folie                                       | Maurice Cammage                          | Paulette Dubost, Roger Tréville Raymond Cordy                              | Comédie                |        |
| Le Chemineau                                              | Fernand Rivers                           | Tania Fédor, Jane Marken, Victor Francen                                   | Drame                  |        |
| Cigalon                                                   | Marcel Pagnol                            | Arnaudy, Henri Poupon, Alida Rouffe                                        | Comédie                |        |
| Cinquième au d'ssus                                       | Jacques Daroy                            | Colette Darfeuil, Raymond Cordy                                            | Comédie                |        |
| La Clef des champs                                        | Pierre-Jean Ducis                        | Janine Borelli, Julien Carette Andrée Champeaux, Henri de Livry            | Court métrage Comédie  |        |
| Le Clown Bux                                              | Jacques Natanson                         | Henri Rollan, Suzy Vernon, Pierre Larquey                                  | Comédie dramatique     |        |
| Le commissaire est bon enfant, le gendarme est sans pitié | Jacques Becker Pierre Prévert            | Pierre Palau, Louis Seigner, Étienne Decroux                               | Comédie                |        |
| Compartiment de dames seules                              | Christian-Jaque                          | Armand Bernard, Alice Tissot, Ginette Leclerc                              | Comédie                |        |
| Le Comte Obligado                                         | Léon Mathot                              | René Pujol, André Barde, Jean Aquistapace                                  | Comédie                |        |
| Le Contrôleur des wagons-lits                             | Richard Eichberg                         | Albert Préjean, Lucien Baroux, Danielle Darrieux                           | Comédie                |        |
| Crime d'amour                                             | Roger Capellani                          | Robert Ancelin, Lucien Arnaud, Lilian Constantini, Gaston Modot            | Policier Court métrage |        |
| Crime et Châtiment                                        | Pierre Chenal                            | Harry Baur, Pierre Blanchar, Madeleine Ozeray                              | Drame                  |        |
| Debout là-dedans !                                        | Henry Wulschleger                        | Bach, Germaine Roger, Félix Oudart                                         | Comédie                |        |
| Dédé                                                      | René Guissart                            | Albert Préjean, Mireille Perrey Danielle Darrieux                          | Comédie                |        |
| Deux couverts                                             | Léonce Perret                            | Léon Bernard, Gabrielle Robinne                                            | Comédie                |        |
| Deuxième Bureau                                           | Pierre Billon                            | Jean Murat, Véra Korène Janine Crispin                                     | Espionnage             |        |
| Le Diable en bouteille                                    | Heinz Hilpert et Reinhart Steinbicker    | Pierre Blanchar, Gina Manès, Käthe von Nagy                                | Drame                  |        |
| Les dieux s'amusent                                       | Reinhold Schünzel Albert Valentin        | Henri Garat, Jeanne Boitel Marguerite Moreno                               | Comédie                |        |
| Divine                                                    | Max Ophüls                               | Simone Berriau, Gina Manès, Catherine Fonteney                             |                        |        |
| Le Domino vert                                            | Henri Decoin Herbert Selpin              | Danielle Darrieux Charles Vanel, Maurice Escande                           | Drame                  |        |
| Dora Nelson                                               | René Guissart                            | Elvire Popesco, André Lefaur, Frédéric Duvallès                            | Comédie                |        |
| L'École des cocottes                                      | Pierre Colombier                         | Raimu, Renée Saint-Cyr André Lefaur                                        |                        |        |
| L'École des vierges                                       | Pierre Weill                             | Dolly Davis, Rachel Devirys, André Roanne, Yvonne Rozille, Monique Rolland | Comédie                |        |
| Les Époux célibataires                                    | Jean Boyer et Arthur Robison             | Sim Viva, Mona Goya, Alfred Pizella                                        | Comédie                |        |
| Les Époux scandaleux                                      | Georges Lacombe                          | René Lefèvre, Suzy Vernon, Maurice Escande                                 | Comédie dramatique     |        |
| L'Équipage                                                | Anatole Litvak                           | Charles Vanel, Jean Murat, Annabella                                       | Drame                  |        |
| Escale                                                    | Louis Valray                             | Samson Fainsilber, Colette Darfeuil, Pierre Nay                            |                        |        |
| Et moi, j'te dis qu'elle t'a fait de l'œil                | Jack Forrester                           | Colette Darfeuil, Jules Berry Frédéric Duvallès, Claude May                | Comédie                |        |
| La Famille Pont-Biquet                                    | Christian-Jaque                          | Paul Pauley, Armand Bernard                                                | Comédie                |        |
| Fanfare d'amour                                           | Richard Pottier                          | Fernand Gravey, Julien Carette, Betty Stockfeld                            | Comédie                |        |
| Ferdinand le noceur                                       | René Sti                                 | Fernandel, Paulette Dubost, André Alerme                                   | Comédie                |        |
| La Fille de madame Angot                                  | Jean Bernard-Derosne                     | André Baugé, Arletty, Jean Aquistapace                                     |                        |        |
| Gai Dimanche                                              | Jacques Berr et Jacques Tati             | Jacques Tati, Le clown Rhum                                                | Court métrage          | 20 min |
| Gangster malgré lui                                       | André Hugon                              | Georges Milton, Françoise Rosay, Hélène Perdrière                          | Comédie                |        |
| Gaspard de Besse                                          | André Hugon                              | Raimu, Antonin Berval, Nicole Vattier                                      | Drame                  |        |
| Golgotha                                                  | Julien Duvivier                          | Jean Gabin, Robert Le Vigan, Edwige Feuillère                              | Drame                  |        |
| Le Gros Lot de Cornembuis                                 | André Hugon                              | Robert Goupil, Sinoël, Édouard Delmont                                     | Court métrage          | 35 min |
| L'Impossible Aveu                                         | Giuseppe Guarino                         | Charles Vanel, Pierre Mingand                                              | Comédie dramatique     |        |
| J'aime toutes les femmes                                  | Henri Decoin et Carl Lamac               | Danielle Darrieux, Jan Kiepura, Charles Deschamps                          | Comédie                |        |
| Jérôme Perreau, héros des barricades                      | Abel Gance                               | Georges Milton, Tania Fédor                                                | Aventure               |        |
| Jeunes Filles à marier                                    | Jean Vallée                              | Jules Berry, Josseline Gaël Mady Berry                                     | Comédie                |        |
| Jim la Houlette                                           | André Berthomieu                         | Fernandel, Mireille Perrey, Louis Florencie                                | Comédie                |        |
| Jonny, haute-couture                                      | Serge de Poligny                         | Pierre Brasseur, Mona Goya, Georges Bever, Colette Darfeuil, Léon Belières | Comédie                |        |
| Juanita                                                   | Pierre Caron                             | Mireille Perrey, Alfred Rode, Raymond Cordy, Alice Tissot                  | Comédie musicale       |        |
| Justin de Marseille                                       | Maurice Tourneur                         | Antonin Berval, Pierre Larquey, Alexandre Rignault                         | Film dramatique        |        |
| La Kermesse héroïque                                      | Jacques Feyder                           | André Alerme, Françoise Rosay, Micheline Cheirel                           | Comédie                |        |
| Kœnigsmark                                                | Maurice Tourneur                         | Elissa Landi, John Lodge, Pierre Fresnay                                   | Film dramatique        |        |
| Léonie est en avance                                      | Jean-Pierre Feydeau                      | Marfa Dhervilly, Christiane Delyne                                         | Comédie                |        |
| Lucrèce Borgia                                            | Abel Gance                               | Edwige Feuillère, Gabriel Gabrio, Roger Karl                               | Drame historique       |        |
| Lune de miel                                              | Pierre-Jean Ducis                        | Albert Préjean, Janine Merrey, Félix Oudart                                | Comédie dramatique     |        |
| Marchand d'amour                                          | Edmond T. Gréville                       | Jean Galland, Rosine Deréan, Françoise Rosay                               |                        |        |
| Marie des Angoisses                                       | Michel Bernheim                          | Mireille Balin, Henri Rollan, Françoise Rosay, Suzy Prim                   | Film dramatique        |        |
| La Marmaille                                              | D. Bernard-Deschamps                     | Pierre Larquey, Hélène Perdrière                                           |                        |        |
| La Mascotte                                               | Léon Mathot                              | Germaine Roger, Lucien Baroux Dranem                                       |                        |        |
| Maternité                                                 | Jean Choux                               | Françoise Rosay, Félix Oudart                                              | Film dramatique        |        |
| Merlusse                                                  | Marcel Pagnol                            | Henri Poupon, Jean Castan, Annie Toinon                                    | Comédie                |        |
| Moïse et Salomon parfumeurs                               | André Hugon                              | Léon Bélières, Charles Lamy, Meg Lemonnier                                 | Comédie                |        |
| Le Monde où l'on s'ennuie                                 | Jean de Marguenat                        | André Luguet, Pierre Dux, Josseline Gaël                                   | Comédie                |        |
| Monsieur Sans-Gêne                                        | Karl Anton                               | Fernand Gravey, Josseline Gaël, Armand Dranem, Thérèse Dorny               | Comédie                |        |
| Le Mystère Imberger                                       | Jacques Séverac                          | Jean Galland, Simone Deguyse, Camille Bert, André Roanne                   |                        |        |
| Les Mystères de Paris                                     | Félix Gandéra                            | Lucien Baroux, Marcelle Géniat, Madeleine Ozeray                           | Film dramatique        |        |
| Odette/Déchéance                                          | Jacques Houssin                          | Francesca Bertini, Jacques Maury, Samson Fainsilber                        | drame                  |        |
| Paris Camargue                                            | Jack Forrester                           | Albert Préjean, Max Dearly, Julien Carette Monique Rolland, Simone Cerdan  | Comédie                |        |
| Paris mes amours                                          | A.-L. Blondeau                           | Monique Bert, Jeanne Helbling                                              | Comédie                |        |
| Parlez-moi d'amour                                        | René Guissart                            | Roger Tréville, Paule Andral Germaine Aussey                               | Comédie                |        |
| Pasteur                                                   | Sacha Guitry                             | Sacha Guitry                                                               | Biographie             |        |
| La Pêche à la baleine                                     | Lou Tchimoukow                           | Jacques Prévert, Jean Ferry, Lou Tchimoukow                                | Court métrage          | 4 min  |
| Pension Mimosas                                           | Jacques Feyder                           | Françoise Rosay, Paul Bernard, Lise Delamare                               | Film dramatique        |        |
| Le Piment                                                 | André Hugon                              | Robert Vattier, Armand Larcher, Ginette Leclerc                            | Court métrage          | 29 min |
| Princesse Tam Tam                                         | Edmond T. Gréville                       | Joséphine Baker, Albert Préjean, Robert Arnoux                             | Comédie dramatique     |        |
| Quadrille d'amour                                         | Richard Eichberg, Germain Fried          | Mady Berry, Pierre Brasseur, Irène de Zilahy                               | Comédie                |        |
| Quelle drôle de gosse                                     | Léo Joannon                              | Albert Préjean, Lucien Baroux Danielle Darrieux                            | Comédie                |        |
| Remous                                                    | Edmond T. Gréville                       | Jeanne Boitel, Jean Galland Maurice Maillot                                | Film dramatique        |        |
| Retour au paradis                                         | Serge de Poligny                         | Claude Dauphin, Marcel André, Jeanne Fusier-Gir                            |                        |        |
| Le Roman d'un jeune homme pauvre                          | Abel Gance                               | Marie Bell, Pierre Fresnay, André Baugé                                    | Drame                  |        |
| La Rosière des halles                                     | Jean de Limur                            | Alice Field, Paulette Dubost, Pierre Larquey                               | Comédie                |        |
| La Route impériale                                        | Marcel L'Herbier                         | Kate de Nagy, Jaque-Catelain, Pierre Richard-Willm                         | Film dramatique        |        |
| Les Sœurs Hortensias                                      | René Guissart                            | Meg Lemonnier, Lucien Baroux                                               | Comédie                |        |
| Son Excellence Antonin                                    | Charles-Félix Tavano                     | Raymond Cordy, Josette Day                                                 | Comédie                |        |
| La Sonnette d'alarme                                      | Christian-Jaque                          | Jean Murat, Josette Day, Pierre Stéphen                                    | Comédie                |        |
| Sous la griffe                                            | Christian-Jaque                          | Constant Rémy, José Noguéro Madeleine Ozeray                               | Film dramatique        |        |
| Tête de turc                                              | Jacques Becker                           | René Dorin, Paul Colline, Héléna Manson                                    | Court métrage          | 42 min |
| Toni                                                      | Jean Renoir                              | Charles Blavette, Andrex Édouard Delmont                                   | Drame                  |        |
| Touche-à-tout                                             | Jean Dréville                            | Fernand Gravey, Suzy Vernon, Colette Darfeuil                              |                        |        |
| Tovaritch                                                 | Jacques Deval                            | André Lefaur, André Alerme, Irène de Zilahy                                | Comédie                |        |
| Un coup de veine                                          | André Hugon                              | -                                                                          | Court métrage          |        |
| Un homme de trop à bord                                   | Gerhard Lamprecht Roger Le Bon           | Annie Ducaux Thomy Bourdelle Jacques Dumesnil                              | Drame                  |        |
| Un oiseau rare                                            | Richard Pottier                          | Max Dearly, Pierre Brasseur, Monique Rolland                               | Comédie                |        |
| Un soir à la Comédie-Française                            | Léonce Perret                            | René Alexandre, Marie Bell, Gisèle Casadesus                               | Documentaire           |        |
| Un soir de bombe                                          | Maurice Cammage                          | Pierre Larquey, Alice Field, Suzanne Dehelly                               | comédie dramatique     |        |
| Vaccin 48                                                 | Andrew Brunelle                          | Robert Goupil, Alice Tissot, Géo Lastry                                    |                        |        |
| Variétés                                                  | Nicolas Farkas                           | Jean Gabin, Annabella, Fernand Gravey                                      | Drame                  |        |
| Veille d'armes                                            | Marcel L’Herbier                         | Annabella, Victor Francen, Gabriel Signoret                                | Guerre                 |        |
| Le Vertige                                                | Paul Schiller                            | Alice Field, Arletty, André Burgère                                        |                        |        |
| Vogue, mon cœur                                           | Jacques Daroy                            | René Lefèvre, Nicole Vattier                                               | Comédie                |        |
| Voyage d'agrément                                         | Christian-Jaque                          | Félicien Tramel, Yvonne Garat Jeanne Fusier-Gir                            | Comédie                |        |
| Le Voyage imprévu                                         | Jean de Limur                            | Betty Stokfeld, Roger Tréville Janine Guise                                |                        |        |
| Les Yeux noirs                                            | Victor Tourjansky                        | Harry Baur, Simone Simon, Viviane Romance                                  | Drame                  |        |
| Zizi                                                      | Charles-Félix Tavano                     | Sinoël, Made Siamé, Jeanne Helbling                                        | Comédie                |        |